# Simon Glass
Simon Glass (* 9. März 1982 in Timaru) ist ein ehemaliger neuseeländischer Eishockeyspieler, der seine gesamte Karriere in Queenstown und von 2005 bis 2016 bei der Southern Stampede in der New Zealand Ice Hockey League verbrachte und mit dem Klub dreimal neuseeländischer Meister wurde.

## Karriere
Simon Glass begann seine Karriere als Eishockeyspieler bei Southern und spielte 2004 bis 2005 für die Queenstown Rangers. 2005 wechselte er zu den Southern Stampede, für die er in der damals neugegründeten New Zealand Ice Hockey League spielte. Gleich in den ersten beiden Jahren konnte er mit seiner Mannschaft den neuseeländischen Meistertitel erringen, wobei er 2005 zudem Topscorer, Torschützenkönig (gemeinsam mit Loren Nowland) und bester Vorbereiter der Liga wurde. 2008 war er erneut bester Vorbereiter der Liga. Zudem wurde er als wertvollster Spieler des Finales ausgezeichnet. Nachdem er 2016 erneut den Titel mit der Stampede gewinnen konnte, beendete er seine Karriere. Nach seinem Rücktritt wird seine Trikotnummer 10 von der Southern Stampede nicht mehr vergeben.

### International
Mit der neuseeländischen Nationalmannschaft nahm Glass zunächst an der D-Weltmeisterschaft 2000 teil. Nach der Umstellung auf das heutige Divisionensystem spielte er 2001, 2004, 2005, 2006 und 2008 in der Division II, sowie 2003 und 2007 in der Division III. 2002 nahm er mit den Neuseeländern an der Qualifikation für die Division II teil, scheiterte jedoch an Nordkorea und Mexiko.

## Erfolge und Auszeichnungen
- 2000 Aufstieg in die Division II bei der D-Weltmeisterschaft
- 2003 Aufstieg in die Division II bei der Weltmeisterschaft der Division III
- 2005 Neuseeländischer Meister mit der Southern Stampede
- 2005 Topscorer, Torschützenkönig und bester Vorbereiter der New Zealand Ice Hockey League sowie wertvollster Spieler des NZIHL-Finales
- 2006 Neuseeländischer Meister mit der Southern Stampede
- 2007 Aufstieg in die Division II bei der Weltmeisterschaft der Division III
- 2008 Bester Vorbereiter der NZIHL
- 2016 Neuseeländischer Meister mit der Southern Stampede

## NZIHL-Statistik
(Stand: Ende der Saison 2016)